# Isabel da Bósnia

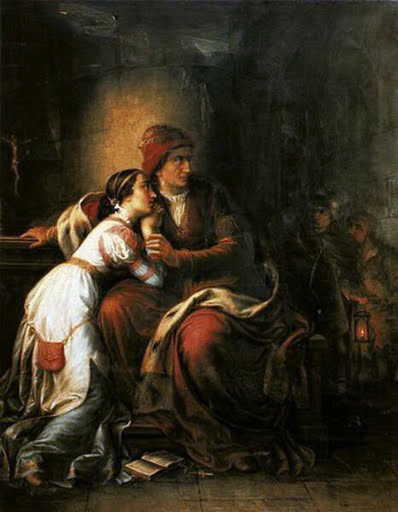
Isabel com a filha Maria em cativeiro, imaginada por Soma Orlai Petrich

Isabel da Bósnia (c. 1339 – janeiro de 1387) foi rainha consorte e mais tarde regente da Hungria e Croácia, bem como rainha consorte da Polônia.
Filha de Estevão II da Bósnia, Isabel tornou-se rainha da Hungria ao se casar com o rei Luís I em 1353. Em 1370, ela deu à luz uma herdeira há muito esperada, Catarina, e tornou-se rainha da Polônia quando Luís ascendeu ao trono polonês. O casal real teve mais duas filhas, Maria e Edwiges, mas Catarina morreu em 1378. Inicialmente uma consorte sem influência substancial, Isabel começou a se cercar de nobres leais a ela, liderados por seu favorito, Nicolau I Garai. Quando Luís morreu em 1382, Maria o sucedeu com Isabel como regente. Incapaz de preservar a união pessoal da Hungria e da Polônia, a rainha viúva assegurou o trono polonês para sua filha mais nova, Edwiges.
Durante sua regência na Hungria, Isabel enfrentou várias rebeliões lideradas por John Horvat e John de Palisna, que tentaram tirar vantagem do reinado inseguro de Maria. Em 1385, eles convidaram o rei Carlos III de Nápoles para depor Maria e assumir a coroa. Isabel respondeu matando Carlos dois meses após sua coroação, em 1386. Ela teve a coroa devolvida à filha e se estabeleceu como regente mais uma vez, apenas para ser capturada, aprisionada e finalmente estrangulada por seus inimigos.

## Biografia
Nascida por volta de 1339, Isabel era filha do Ban Estevão II da Bósnia, chefe da Casa de Kotromanić. Sua mãe, Isabel de Cujávia, era membro da Casa de Piast e sobrinha-neta do rei Vladislau I da Polônia. A rainha viúva húngara, Isabel da Polônia, era prima antes afastada da mãe de Isabel. Depois que sua nora Margarida sucumbiu à Peste Negra em 1349, a rainha Isabel da Polônia expressou interesse em sua jovem parente, tendo em mente um futuro casamento para seu filho viúvo e sem filhos, o Rei Luís I da Hungria. Ela insistiu em trazer a menina imediatamente para sua corte em Visegrád para adoção. Apesar da relutância inicial de seu pai, Isabel foi enviada para a corte da viúva.
Em 1350, o czar Estêvão Uresis IV Dušan da Sérvia atacou a Bósnia a fim de recuperar Zaclúmia. A invasão não teve sucesso, e o czar tentou negociar a paz, que seria selada arranjando o casamento de Isabel com seu filho e herdeiro aparente, Estevão Uroš V. Mavro Orbin, cuja confiabilidade a este respeito "é um assunto de controvérsia", escreveu que o czar esperava que Zachlumia fosse cedida como dote de Isabel, o que seu pai recusou. Mais tarde naquele ano, ela foi formalmente noiva de Luís, de 24 anos, que esperava contrariar a política expansionista de Dušan com a ajuda de seu pai ou "como seu eventual sucessor", de acordo com o historiador Oscar Halecki.